# Vasile Diacon
Vasile Diacon (n. 25 septembrie 1951, comuna Stulpicani, județul Suceava) este un jurist, etnolog, istoric, om politic și publicist român.

## Biografie
Vasile Diacon s-a născut la 25 septembrie 1951, în comuna Stulpicani, județul Suceava, într-o familie de credincioși ortodocși, având ca părinți pe Gheorghe și Viorica (n. Dumbravă) Diacon. Are trei copii: Oana, Maria și Viorica. 
A urmat cursurile școlii generale și ale Liceului de Cultură Generală în comuna Stulpicani, pe care le absolvă în anul 1970. Urmează cursurile Facultății de Filologie, Secția română-italiană (promoția 1974) și ale Facultății de Drept (promoția 1982), ambele din cadrul Universității „Al. I. Cuza” din Iași. Cursuri extraprofesionale: Proprietatea industrială în industria berii (2001); Training pentru Europa (2003): Uniunea Europeană, instituții și extindere; Piața unică a Uniunii Europene; Calitatea în Uniunea Europeană; Conformitatea produselor; Problematica mediului în Uniunea Europeană; Managementul proiectelor finanțate de Uniunea Europeană. 
În 2009 obține titlul de doctor în istorie, având ca temă Bucovina în secolul XX. Istorie si cultură. 
A fost profesor la Școala Generală Preutești (Suceava) între 1974 și 1975, apoi profesor și director la Școala Generală Osoi, comuna Sinești, județul Iași, între 1975 și 1982, apoi jurisconsult la Întreprinderea de Bere și Spirt Iași (1983-1990) și la „S.C. „Zimbru” S.A. (1993-2001). A fost director general al S.C. „Zimbru” S.A., devenită S.C. „Național Bere Holding” S.A. (2001-2003). Din februarie 2003 până în octombrie 2007 a fost director general la S.C. „Asbeer” S.A., devenită S.C. „Zimbru” S.A., iar ulterior S.C. „Prodis Import-Export” SRL. A fost membru al Consiliului de conducere al Colegiului Consilierilor Juridici Iași (2004-2007), iar din 2007 este decanul acestui colegiu. Este vicepreședinte al Ordinului Consilierilor Juridici din România (începând cu 2008). 
Este posesor al titlului de Cetățean de onoare al comunei Stulpicani (2013) și al Municipiului Iași (2019). 

## Activitate politică
A fost membru al PCR (1970-1989). A fost participant activ la Revoluția Română din Decembrie 1989 și este membru al Asociației „22 decembrie 1989”. A fost membru al CFSN și CPUN ale județului Iași. În urma alegerilor parlamentare desfășurate la 20 mai 1990 a fost ales deputat în prima legislatură postdecembristă (1990-1992), în județul Iași pe listele FSN. Ca parlamentar, a făcut parte din grupurile de prietenie cu Australia, cu Japonia, cu Republica Venezuela și cu Republica Italia. A fost coordonatorul Grupului de studii „Basarabia” din cadrul Comisiei de Politică Externă a Parlamentului României. A fost fondator și inițiator al Consiliului Național al Unirii (Reîntregirii), care a avut prima convenție la Iași (24 ianuarie 1992), colaborând în de aproape cu fostul premier moldovean  Mircea Druc și alți parlamentari și oameni politici de la Chișinău. A fost secretar al Comisiei parlamentare de audiere a persoanelor care după 22 decembrie 1989 au fost obligate să-și abandoneze locurile de muncă și locuințele din județele Covasna și Harghita. Este coautor al raportului comisiei. În perioada 1991-2002 a fost consilier federal și consilier general al Partidului Radical Transnațional și Transpartinic (P.R.T.T), cu sediul la Roma, având ca președinte pe cunoscutul politician italian Marco Pannella. A fost Coordonatorul pentru România și Republica Moldova al activității P.R.T.T. A fost observator la alegerile din martie 1992, din Albania. A fost membru PRM (1996-2013). A îndeplinit funcții de secretar și vicepreședinte în Biroul Executiv al P.R.M., Filiala Iași (1996-2007). La alegerile locale din 2004 a ieșit consilier local, dar a cedat locul persoanei care era următoarea pe lista de candidați. A fost președinte al Filialei Iași a PRM (2007-2013), al filialei ieșene a Frontului Demnității și Identității Naționale (2014-2017) și în prezent este președintele filialei ieșene a Partidului România Noastră (începând cu 2018).

## Activitate culturală și socială
A fost prim-vicepreședinte al Ligii Culturale pentru Unitatea Românilor de Pretutindeni, Despărțământul Moldova (2010); este președinte al Societății pentru Cultura și Literatura Română în Bucovina, Filiala Iași; membru al Societății Culturale „Junimea ʼ90”, al Asociației Literare „Păstorel”, Iași, membru fondator al Cenaclului „Nectarie”, Vama, județul Suceava. Este membru al Uniunii Scriitorilor din România, filiala Iași (2013). A fost membru al Ligii „Mareșal Antonescu” și al Ligii „Nessuno Tocchi Caino” (Roma, Italia).
A debutat în „Vlăstare”, revista elevilor Liceului Stulpicani (1969). A publicat în „Convorbiri literare”, „Cronica”, „Poezia”, „Ateneu” (Bacău), „Opinia”, „Mitropolia Moldovei și Sucevei”, „Limba română” (București), „Suceava – Anuarul Muzeului Județean”, „Anuarul Institutului de Istorie și Arheologie «A. D. Xenopol» Iași”, „Verba volant” (Iași), „Crai Nou” (Suceava), „Sfatul Țării” (Chișinău), „Azi” (București), „Phoenix” (Oradea), „Revista berarilor” (București), „Monitorul de Suceava”, „Phlilologos” (Iași), „Tricolorul” (București), „Scriptor”, „Dacia”, „Bucovina literară”, „Booklook” (Iași), „Revista română”, „Surâsul Bucovinei”, „Pagini bucovinene”, „Țara noastră” (Iași), „Analele Bucovinei”, „Orizonturi istoriografice”, „Constelații diamantine”, „Convergențe spirituale Iași - Chișinău. De la frați la frați”, „Cronica veche”, „Dor de Basarabia”, „Eroii neamului”, „Meridian cultural românesc” și altele. 
A fost redactor șef al revistei „Desant”, publicație periodică a Editurii „Condor”, Iași (1991). A fost director și editor al revistei „Țara noastră” (Iași, 2008-2014). 
A publicat mai multe volume, a editat scrierile profesorului său, marele romanist Ștefan Cuciureanu, în Opere, vol. I-IV, Ed. Tipo Moldova, Iași, 2011, și a realizat volumele omagiale Lingvistică și cultură, Iași, Ed. Tipo Moldova, 2008, dedicat prof. univ. Ilie Dan, și Umanistul George Popa, Iași, Ed. Panfilius, 2013.
Pentru activitatea publicistică a luat următoarele premii: Premiul I și Crucea de aur a Sfântului Ștefan cel Mare și Sfânt, pentru lucrarea Cronicile Suhei Bucovinene (2006), Premiul pentru istorie cu cartea Reîntregirea (2008), Premiul pentru Istoria Românilor pentru Berea la Români. Pagini de istorie (2011), Premiul pentru Istoria Bucovinei pentru volumul Mitropolitul Nectarie Cotlarciuc și vremea sa (2014); Premiul Uniunii Scriitorilor, Filiala Iași, pentru monografia Un „hidalgo” întârziat: Profesorul Ștefan Cuciureanu (2015), premiul pentru Monografie pentru Codrul Secular Slătioara, perlă pe Suha Bucovineană (2016). 
A fost redactor șef al revistei „Desant” Publicație periodică a Editurii „Condor”, Iași, 1991, și editor și director al publicației „Țara noastră”, Iași, an I (2008), format 31 x 48 cm; nr 1/august 2008, 4 pagini; începând cu nr. 2/noiembrie 2008 apare în 8 pagini; iar cu nr. 1 (3)/ianuarie 2009 are ca subtitlu „Periodic social-politic și de opinie națională”. 
Despre personalitatea sa au publicat acad. Valeriu D. Cotea, prof. univ. dr. Gavril Istrate, Ilie Dan, George Popa. 
Pseudonim folosit: Elisa Nocai (uneori variații ale acestuia). 

## Lucrări publicate
Vasile Diacon a publicat un număr însemnat de cărți, studii și articole tratând subiecte de istorie, critică și istorie literară, lingvistică, etnografie și literatură. 

### Cărți
Berea la români. Pagini de istorie, Iași, Editura Tipo Moldova, 2009, vol. I-II, 291 p. + 336 p. + 24 planșe; 
Bucovina în secolul XX. Istorie și cultură, Editura Tipo Moldova, Colecția „Opera omnia”, Iași, 2012, 730 p. ediția a II-a, Editura Tipo Moldova, Colecția „Opera omnia”, Iași, 2018, 755 p; 

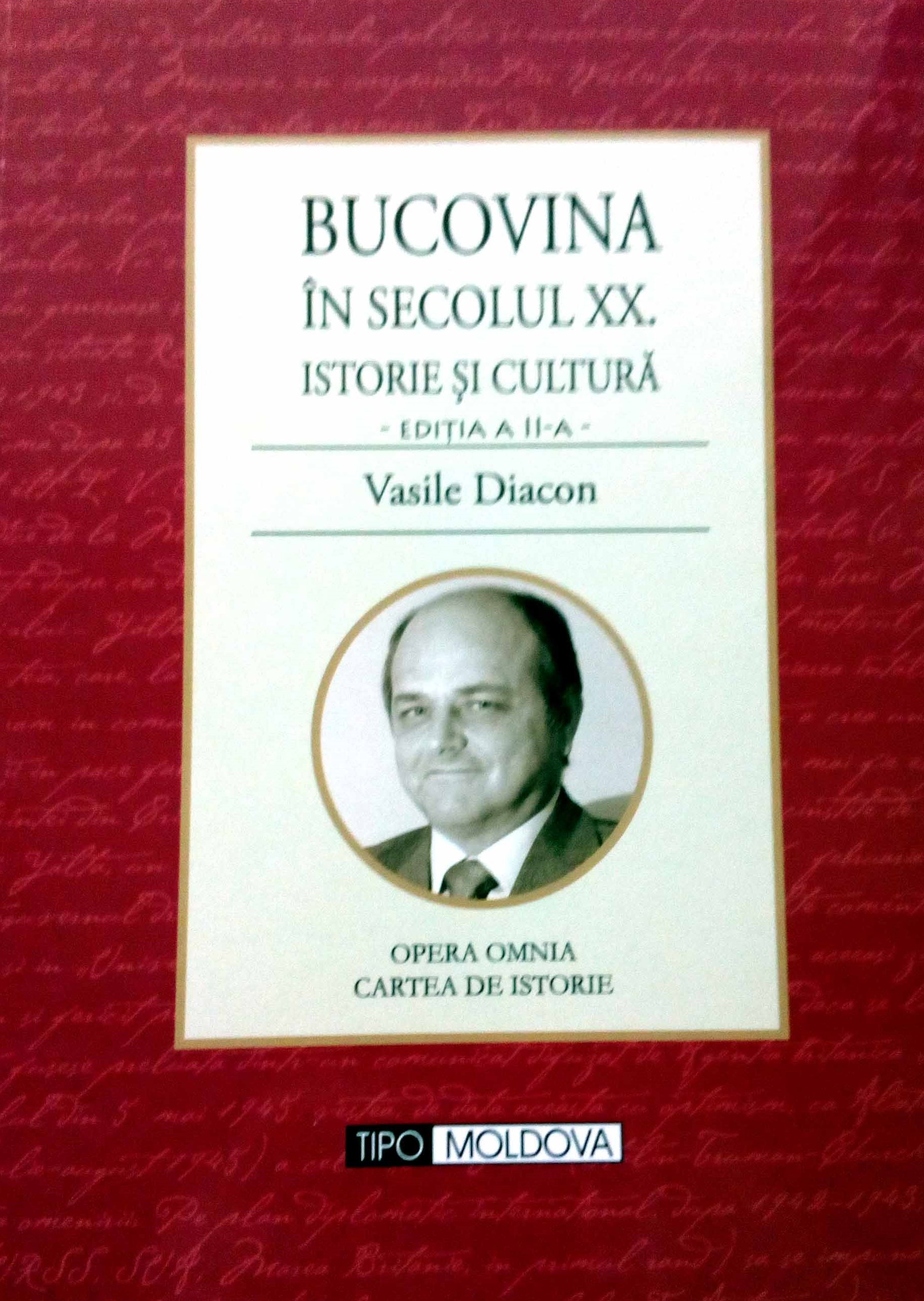

Cocota de cauciuc negru, Iași, Editura Cronedit, 2019 279 p.; 
Codrul Secular Slătioara, perlă pe Suha Bucovineană, Editura Pim, Iași, 2015, 337 p. ; Ediția a II-a, Editura Pim, Iași, 2016, 363 p. 
Cronicile Suhei Bucovinene, Tipo Moldova, Iași, 2005, vol. I-II, ediția a II-a, revăzută și adăugită, Iași, Editura Tipo Moldova, 2010, vol. I-II, 328 p. + 352 p. + 24 planșe; 
Etnografie și folclor pe Suha Bucovineană, Editura Unirea, Iași, 2002, 496 p. 
George Popa – homo universalis, Editura Panfilius, Iași, 2012, 251 p.; 
Istorie și cultură românească. Pagini regăsite, Editura Tipo Moldova, Iași, 2009, 199 p; 
Măgărosul, Editura Pim, Iași, 2015, 24 p. (literatură umoristică); 
Mitropolitul Nectarie Cotlarciuc și faptele sale, Editura Pim, Iași, 2012, 198 + 36 p; 
Mitropolitul Nectarie Cotlarciuc și vremea sa, Editura Pim, Iași, 2013, 512 p; Ediția a II-a, Editura Pim, Iași, 2014, 530 p; 
Reîntregirea. Basarabia, Bucovina și Insula Șerpilor în dezbaterile Parlamentului României, Iași, Editura Unirea, 1992, 253 p.; 
Reîntregirea. Basarabia, Bucovina și Insula Șerpilor în dezbaterile Parlamentului României, Prefață de Gh. Buzatu, Iași, Editura Tipo Moldova, 2006, 428 p.; 
Reîntregirea. Basarabia, Bucovina și Insula Șerpilor în dezbaterile Parlamentului României, Prefață de Gh. Buzatu, Iași, Editura Tipo Moldova, 2009, 444 p.; 
Secretul lui Polichinelle și vechimea locuirii în Gura Humorului. O necesară punere în temă, Editura Tipo Moldova, Iași, 2012, 76 p.; 
Stulpicanii și împrejurimile la 525 de ani de atestare documentară, Editura Pim, Iași, 2013, 962 p; 
Sub semnul lui Clio, Editura Tipo Moldova, Iași, 2009, 265 p; 
Ținuturi românești nerecuperate sau pierdute la conferințele de pace de la Paris, Editura Pim, Iași, 2017; 
Un „hidalgo” întârziat: profesorul Ștefan Cuciureanu, Editura Timpul, Iași, 2014. 
Un moment din istoria limbii române literare: Eufrosin Poteca, Editura Tipo Moldova, Iași, 2009, p. 249; 
Vechi așezări pe Suha Bucovineană. Pagini monografice, Iași, Universitatea „Al.I. Cuza”, 1989, Colecția „Românii în istoria universală”, IV/3, 320 + 32 p. 

#### Coordonator și editor
A coordonat volumele 
Lingvistică și cultură. Omagiu profesorului Ilie Dan la împlinirea vârstei de 70 de ani, Editura Tipo Moldova, Iași, 2008, 534 p.; 
Umanistul George Popa. Omagiu la împlinirea vârstei de 90 de ani, Editura Panfilius, Iași, 2013, 565 p. 
Și a editat:   
Ștefan Cuciureanu, Opere, vol. I-IV, Ediție îngrijită, Argument, Studiu introductiv și Notă asupra ediției de Vasile Diacon, Editura Tipo Moldova, Iași, 2011.

### Articole, studii, recenzii, treduceri, interviuri, texte literare
1 octombrie 1777, dată nefastă în istoria neamului nostru, în „Nord-est cultural”, Iași, nr. 2/februarie 2020, pp. 40-46; 
23 August. Documente, în „Mitropolia Moldovei și Sucevei”, Iași, an LXII, nr. 4/iulie-august1986,pp. 125-127;
Actualitatea recenziei: Bucovineni sub zodia cuvântului, în www.monitoruldedorna.ro, ediția din 4 martie 2016;
Amiază de suflet bucovinean, în „ Crai Nou”, Suceava, an XXIII, nr. 5959/29 mai 2012, p. 6 (semnat cu pseudonimul Sile D. Nocai);
[Anunț], în „Crai nou”, Suceava, anul XXXI, nr. 8335, 28 august 2020, p. 9;
Arhimandritul Eufrosin Poteca în cultura românească, în „Eroii neamului”, Iași, an VI, nr. 3-4 (21-22), noiembrie 2014, p. 3;
Arhimandritul Eufrosin Poteca și preocupările sale de cultură românească, în „Mitropolia Moldovei și Sucevei”, Iași, an LV, nr. 7-8/1979, p. 563-573;
Ascensiune, în „Ag pe rime”, Pitești, an XI, nr. 29/2014, p. 27:
Aspecte ale lexicului neologic la Eufrosin Poteca. Reminescențe italiene, în „Limba Română”, nr. 2/1982, p. 161-172;
Aspecte ale Primului Război Mondial reflectate în condicile parohiale bucovinene, în Bucovina în Primul Război Mondial. Studii și documente, București, Editura Academiei Române, 2018, pp. 175-206;
Aspecte ale vieții social-politice în așezările din bazinul Suha Bucovineană, în „Anuarul Institutului de Istorie și Arheologie «A. D. Xenopol»” - Iași, XXIV/1, 1987, p. 375-384;
Aspecte legislative privind integrarea Bucovinei în regatul României, în Stela Cheptea, Gh. Buzatu, coordonatori, Convergențe istorice și geopolitice. Omagiu Profesorului Horia Dumitrescu, Casa Editorială „Demiurg”, Iași, 2009, pp. 136-151;
Aspecte privind viața culturală în Bucovina, în Lingvistică și cultură. Omagiu profesorului Ilie Dan, Coordonator Vasile Diacon, Editura Tipo Moldova, Iași, 2008, pp. 458-533;
Avatarurile Legației României de la Budapesta după actul de la 23 august 1944, în Iluzii, teamă, trădare și terorism internațional = 1940.
Avatarurile pământului românesc la Conferințele de Pace de la Paris și ulterior (I), în „Convorbiri literare”, Iași, an CL, nr. 10 (262), octombrie 2017, pp. 141-145; nr. 11 (263), noiembrie 2017, pp. 143-147; nr. 12 (264), decembrie 2017, pp. 133-138; an CLI, nr. 8 (272), august 2018, pp. 145-149; nr. 10 (274), octombrie 2018, pp. 134-138;
Bătălie pentru o idee: Codrul Secular Slătioara, în „Meridian cultural românesc”, Vaslui, an I, nr. 3/iulie-august-septembrie 2015, pp. 112-113; și în „Surâsul Bucovinei”, nr. 1 (11)/ianuarie 2016, pp. 25-26.
Bucovina în calendare și almanahuri, în „Crai Nou”, Suceava, an XXVIII, nr. 7502/22 iulie 2017, p. 5.
Bucovineanul Ștefan Cuciureanu și boema ieșeană, în „Surâsul Bucovinei”, Vama – Suceava, nr. 1 (8)/martie 2015, pp. 4-5;
Bucovina de lângă noi – o invitație la lectură (I) și (II), în „Crai nou”, Suceava, anul XXXI, nr. 8 295, 3 iulie 2020, p. 9, și nr. 8300, 10 iulie 2020, p. 8;
Bucovina, altfel, în „Convergențe spirituale Iași-Chișinău. De la frați la frați”, Iași, nr. 16-17, 2020, pp. 17-20;
Bucșoaia, satul dintre… monografii, în „Crai Nou”, Suceava, an XXVIII, nr. 7646/20 ianuarie 2018, p. 4.
„Ca și” modă… lingvistică, în „Booklook”, Iași, nr. 33 (53)/2020, Serie nouă, pp. 37-38;
Catrene, în „Booklook”, Iași, Serie nouă, nr. 23 (43)/2017, Serie nouă, p. 36;
Catrene, în Festin literar de umor pe Strada Lăpușneanu, fără editură, [Iași], [2017], pp. 49, 50;
Călătoria ca experiență culturală, în Sorin Cotlarciuc, Tropa, tropa… Europa, Iași, Cronedit, 2018, pp. 141-145.
Cenzura, Albăstrica și alcoolul, în „Surâsul Bucovinei”, nr. 3 (16)/octombrie 2017, pp. 22-23;
Clipe fierbinți trăite pe viu în zilele Revoluției de la Iași, în „Țara noastră”, Iași, an II, nr. 7 (9), noiembrie - decembrie 2009, pp. 1, 3, 8;
Cocota Drăgălița, „Surâsul Bucovinei”, Vama, nr. 3 (22)/noiembrie 2019, pp. 63-64;
Comemorare cu aromă de tei eminescian, în „Convergențe spirituale Iași-Chișinău. De la frați la frați”, Iași, nr. 16-17, 2020, pp. 70-71, publicat sub pseudonimul Elis D. Nocai;
Conferențiarul univ. dr. ing. Niculai Șorea la a 80-a aniversare a nașterii sale, în „Analele Bucovinei”, Rădăuți, an XX, nr. 2/2013, pp. 687-693;
Conferințele de pace de la Paris și pământurile românești pierdute, în „Convergențe spirituale Iași-Chișinău. De la frați la frați”, Iași, nr 12-13, 2017, pp. 49-71;
Considerații privind actualitatea ideilor politice ale lui Eminescu. Posibile paralelisme, în Actualitatea ideilor politice eminesciene în România de azi, Iași, 2008, pp. 49-58;
Constantin Mănuță și toamna poeziei, în „Poezia”, Iași, nr. 1 (75)/primăvară, 2016, pp. 229-235.
Constantin Mănuță, la vremea crinului „rugător, în „Zona literară”, Iași, an VII, nr. 11-12, noiembrie-decembrie 2017, pp. 115-117; în „Poezia”, Iași, nr. 1(83)/primăvară, 2018, pp. 215-218;
Constantin Mănuță și dorul în amurg, în „Nord-est cultural”, Iași, nr. 2/februarie 2020, pp. 123-127, și în „Poezia”, Iași, nr. 2(92)/ vară, 2020, pp. 240-243;
Contribuții la istoria industriei alimentare. Berăritul la Iași, Anexa la „Anuarul Institutului de Istorie și Arheologie «A. D. Xenopol»” - Iași”, XV/1 1988, p. 667-723;
Contribuții privind lupta insurecțională a armatei române în bazinul râului Suha, în „Suceava-Anuarul Muzeului Județean”, an XI-XII (1984-1985), p. 35-46;
Convorbiri cu academicianul Valeriu D. Cotea, în „Cronica”, Iași, an XLIV, nr. 6 (1598)/iunie 2011, p. 23; nr. 7 (1599)/iulie 2011, pp. 22-23; nr. 8 (1600)/august 2011, pp. 3, 25 și în Academicianul Valeriu D. Cotea 90. 65 de ani dedicați științei viei și vinului, Editura Academiei Române, București, 2016, pp. 217-238;
Ctitori ai școlii românești: Eufrosin Poteca, în „Opinia”, Iași, an I, nr. 4-5/ septembrie-octombrie 1974, p. 5;
Cultura atitudinii, în „Tricolorul”, București, an VIII, nr. 2091/6 februarie 2011, p. 3;
„Dacă am discuta la timp coordonatele trecutului am fi scutiți de multe surprize ale viitorului”. Interviu cu istoricul Gh. Buzatu, în „Tricolorul”, București, an V, nr. 1215/21 martie 2008, p. 3;
„Dacia literară” în haină nouă, în „Țara noastră”, Iași, an III, nr. 1 (10), ianuarie-martie 2010, p. 5;
Date astrale în istoria Bucovinei, în „Meridian cultural românesc”, Vaslui, an III, nr. 3 (11) / iulie-august-septembrie 2017, pp. 106-109;
De la gazeta de perete la jurnalistica autentică, în „Convorbiri literare”, Iași, anul CL, nr. 10 (250)/octombrie 2016, pp. 112-114.
„Depinde de fiecare de ce vine și ce dorește să găsească la Sfântul Munte”, interviu cu părintele-arhimandrit Clement Haralam, de la Schitul Prodromu, din Muntele Athos, în „Țara noastră”, Iași, an IV, nr. 1-5 (13-17), ianuarie-noiembrie 2011, p. 4-5;
De Ziua Bucovinei, la Iași, în „Crai Nou”, Suceava, an XXVI, nr. 7027/16. XII. 2015, p. 5 (Semnat cu pseudonimul Elisa Nocai)
Despre variabilitatea (micro)toponimelor și limitele ei (Bazinul Suha Bucovineană, județul Suceava), în „Philologos”, Iași, an II (2007), nr. 5-6 (3)/2007, pp. 201-209;
Din corespondența lui I.E. Torouțiu cu Ștefan Cuciureanu, în „Convorbiri literare”, Iași, an CL, nr. 6 (258)/iunie 2017, pp. 49-55.
Din istoria alimentației publice la Iași, în „Cronica” nr. 36 (1075)/5 septembrie 1986;
Din istoria industriei berii în România. Fabrici de bere din Bucovina și Basarabia, în „Analele Bucovinei”, Rădăuți-București, an XVI, nr. 1/2009, pp. 109-125;
Dincolo de autografe..., în „Cronica”, Iași, an XLIII, nr. 11 (1591)/noiembrie 2010, p. 12;
Diplomatul Dragoș Cotlarciuc și avatarurile Legației României de la Budapesta după actul de la 23 august 1944, în „Eroii neamului”, Iași, an V, nr. 1-2 (15-16), mai 2013, p. 5;
Diplomația românească și epopeea Maramureșului istoric, în Stela Cheptea, Horia Dumitrescu, coordonatori, In memoriam Gheorghe Buzatu (1939-2013), Editura Tipo Moldova, 2014, pp. 366-380;
Documente inedite referitoare la serbarea de la Putna din 15/27 august 1871, în „Moldova”, Iași, an IV, nr. 1 (14), ianuarie 19, p. 18-21;
Eminescologia în actualitate, în „Convorbiri literare”, Iași, anul CXLIX, nr. 2 (242)/aprilie 2016, pp. 108-110;
Eminescu, martirul, în Eminescu redivivus, Iași, 2010, pp. 13-16;
Enciclopedia istoriografiei românești, Editura Științifică și Enciclopedică, București, 1978, 470 p., în „Mitropolia Moldovei și Sucevei”, Iași, an LV, nr. 3-6/martie-iunie 1979, pp. 420-422;
Energeticianul Niculai Șorea, în „Convergențe spirituale Iași-Chișinău. De la frați la frați”, Iași, nr. 4-5, 2013, pp. 397-401;
Europa creștină și problemele ei, în „Țara noastră”, Iași, an III, nr. 1 (10), ianuarie-martie 2010, p. 5;
Eveniment editorial la Iași, în „Tricolorul”, București, an V, nr. 1199/3 martie 2008, p. 3;
Florin Marcu, Constant Maneca, Dicționar de neologisme, în „Mitropolia Moldovei și Sucevei”, Iași, an LV, nr. 1-2/1978, pp. 189-190;
Folclor din Cornii Botoșanilor, în „Țara de Sus”, Botoșani, an IX, nr. 3-4/2014, pp. 32-33;
Fundu Moldovei, străveche vatră de cultură românească, în „Monitorul de Suceava”, Suceava, an VII (2001), nr. 1 (1558), ianuarie 2001, p. 4;
G. Mihăilă, Cultură și literatură veche în context european, în „Mitropolia Moldovei și Sucevei”, Iași, an LV, nr. 9-12/septembrie-decembrie 1979, pp. 769-771;
Gavril Istrate, o conștiință a epocii sale, în „Cronica”, Iași, an XLIV, nr. 8/august 2011, pp. 22-23, și în „Convergențe spirituale Iași-Chișinău. De la frați la frați”, Iași, nr 2, 2011, pp. 174-179;
Gavril Istrate, o ultimă carte, în „Cronica”, Iași, an XLX, nr. 1-2/ianuarie-februarie 2014, pp. 12, 13, 15 și în „Dor de Basarabia”, Iași, an IX, nr 40/februarie 2014, ediție specială, p. 8;
George Popa, homo universalis, în „Constelații diamantine”, Craiova, an III, nr. 6/2012, p. 6;
Gheorghe C. Patza și moliile magistraturii, în „Revista română”, Iași, an XV, nr 2 (56), iunie 2009, pp. 50-51;
Giovenale Vegezzi Ruscalla în paginile „Familiei”, în „Pagini Bucovinene”, an IV (1985), nr. 1 (73), p. IV, („Convorbiri literare”, nr. 1/1985);
Holocaustul actual, în „Țara noastră”, Iași, an IV, nr. 1-5 (13-17), ianuarie-noiembrie 2011, p. 2;
Ilie Dan, „drumețul înzăpezit”, dincolo de ceruri, în „Bucovina literară”, Suceava, an XXV, nr. 3-4 (277-278), martie-aprilie 2014, pp. 57/61;
Ilie Dan, „drumețul înzăpezit”, spre „taina cea mare”, în „Cronica”, Iași, an XLX, nr. 3-4/martie - aprilie 2014, pp. 12-15;
Ilie Dan, Contribuții la filologia și onomastica românească, Tipo Moldova, Iași, 2008, 365 p., în „Analele Bucovinei”, Rădăuți-București, an XVI, nr. 2009, pp. 620-624;
Insula Șerpilor, între trecut și prezent, în „Tricolorul”, București, an V, nr. 990, 991, 992, 993 și 994/26, 27, 28, 29 și 30 iunie 2007;
Invitație bahică la Vama, în La Curțile Cotnariului, Iași, Convorbiri literare, 2018, p. 70; în La „Vama” Cotnarului, Iași, Editura Opera Magna, 2018, pp. 43-45;
Ionel Pintilii în „Camera de raze ale dimineții”, în „Convergențe spirituale Iași-Chișinău. De la frați la frați”, Iași, nr 12-13, 2017, pp. 41-42 (semnat Elisa D. Nocai);
Istoriografia românească în sărbătoare, în „România Mare”, an XX, nr. 992/31 iulie 2009, p. 8; în „Tricolorul”, București, an VI, nr. 1622/28 iulie 2009, p. 1;
Istoria unui proiect, în „Meridian cultural românesc”, Vaslui, an V, nr. 2 (18) aprilie-mai-iunie 2019, pp. 61-63;
Împământenirea, în „Țara noastră”, Iași, an IV, nr. 1-5 (13-17), ianuarie-noiembrie 2011, p. 6;
Începutul berăritului românesc, în „Revista berarilor”, an IX (1999), nr. 9/1999, p. 4-5;
Încercările literare ale mitropolitului Nectarie Cotlarciuc, în „Surâsul Bucovinei”, nr. 1 (5)/martie 2014;
La 1 decembrie 1918 România a intrat sub zodia eternității, în „Țara noastră”, Iași, an II, nr. 7 (9), noiembrie - decembrie 2009, p. 1;
La Iași, un regal bucovinean, în „ Crai Nou”, Suceava, an XXIII, nr. 5986/30 iunie 2012, p. 4 (semnat cu pseudonimul Elis D. Nocai);
Lecturile poetului, în „Poezia”, Iași, an XXI, nr. 4 (78)/iarnă 2016, pp. 217-219, și în „Surâsul Bucovinei”, nr. 1 (14)/ianuarie 2017, pp. 28-29;
Leucaida lui Asachi în versiune românească, în „Limba română”, nr. 3/1979;
Liviu Papuc și bucuria lecturii, în „Crai Nou”, Suceava, an XXVI, nr. 6900/ sâmbătă, 18 iulie 2015, p. 5, și în „Scriptor”, Iași, an I, nr. 9-10 (septembrie-octombrie) 2015, pp. 84-8;
Luptele politice din Bucovina între anii 1900-1914, în Paradigmele istoriei. Discurs. Metodă. Permanențe. Omagiu Profesorului Gh. Buzatu, Coordonator Stela Cheptea, Casa Editorială Demiurg, Iași, 2009, pp. 179-196;
Maestrul monumentalist Gavril Covalschi, în „Cronica”, Iași, an XLIX, nr. 4 (1620)/aprilie 2013, pp. 6-7;
Magicianul, în Paradigmele istoriei. Discurs. Metodă. Permanențe. Omagiu Profesorului Gh. Buzatu, Coordonator Stela Cheptea, Casa Editorială Demiurg, Iași, 2009, p. 59; în „Țara noastră”, Iași, an II, nr. 4(6), mai-iunie 2009;
Magistrul Ștefan Cuciureanu, în „Convergențe spirituale Iași-Chișinău. De la frați la frați”, Iași, nr 3, 2012, pp. 301-307;
Magistrul Ștefan Cuciureanu la 110 ani de la naștere, în „Convorbiri literare”, Iași, an CLIV, nr. 8 (308)/august 2021, pp. 127-132;
Manifestare de suflet în Slătioara bucovineană, în „Crai Nou”, Suceava, an XXVI, nr. 6972/10 octombrie 2015, p. 4 (sub pseudonimul Elisa Nocai);
Manuscrisul de al Ieud, text stabilit, studiu filologic, studiu de limbă și indice, de Mirela Teodorescu și Ion Gheție, în „Mitropolia Moldovei și Sucevei”, Iași, an LIV, nr. 1-2/ianuarie-februarie 1978, pp. 187-189;
Marele istoric Gheorghe Buzatu a trecut… Styxul, în „Țara noastră”, Iași, an V-VI, nr. 1(18), decembrie 2011 - iulie 2013, p. 5;
Marele istoric, la zi aniversară, în „Tricolorul”, București, an VI, nr. 1579/06.06.2009, p. 3.
Marele pictor Sabin Balașa a fost înmormântat, sâmbătă, cu onoruri militare, în „Tricolorul”, București, an V, nr. 1230/7 aprilie 2008, p. 1;
Măgărosul, în „Booklook”, Iași, Serie nouă, nr. 6 (36)/2015, pp. 45-47; în Un deceniu de Booklook-uri: volum oficial al revistei Booklook 2007-2017, Iași, Editura PIM, 2017, pp. 168-170.
Mișcarea de „desfacere a unirii” de la Iași, din 3/15 aprilie 1866, în „Convergențe spirituale Iași-Chișinău. De la frați la frați”, Iași, nr. 8-9, 2015, pp. 272-277;
Mitropolitul Nectarie Cotlarciuc în atenția cercetătorului, în „Ziarul Lumina”, Ediția de Moldova, an VI, nr. 10 (1483)/15 ianuarie 2014, p. 2 A, și în „Surâsul Bucovinei”, Vama – Suceava, nr. 2/6, iunie 2014, pp. 9-10;
Mitropolitul Nectarie Cotlarciuc, 80 de ani de la moarte, în „Surâsul Bucovinei”, nr. 2 (9)/august 2015, pp. 29-31; și în „Crai Nou”, Suceava, an XXVI, nr. 6888/sâmbătă, 4 iulie 2015, p. 4;
Mitropolitul Nectarie Cotlarciuc, între nume și origine, în Gheorghe Buzatu. In memoriam, Târgoviște, Editura Cetatea de Scaun, 2014, pp. 149-161; „Cronica”, Iași, an XLIX, nr. 1625-1626, pp. 22-23;
Mitropolitul Nicolae Nectarie Cotlarciuc, revenit la Stulpicani, în „Crai Nou”, Suceava, an XXIII, nr. 6133/22 decembrie 2012, p. 4 (semnat cu pseudonimul Elis Nocai);
Moșna, sufletul și cartea, în „Țara noastră”, Iași, an V-VI, nr. 1(18), decembrie 2011 - iulie 2013, p. 4;
N. Cartojan, Istoria literaturii române vechi, în „Mitropolia Moldovei și a Sucevei”, Iași, an LVII, nr. 4-6/aprilie-iunie 1981, pp. 386-387;
N. Cojocaru, Pârteștii de Sus, o așezare din Bucovina, în „Mitropolia Moldovei și Sucevei”, Iași, an LVII, nr. 4-6/aprilie-iunie 1981, pp. 377-379;
N. Iorga și naționalismul românesc în spațiul bucovinean, în Nicolae Iorga 1871-1940. Studii și documente, Editura Universității din București, 2008, pp. 275-300;
Niculai Șorea, în Marian Olariu, Colegiul Național „Eudoxiu Hurmuzaki” (1872-2012), Editura Cygnus, Suceava, 2013, pp. 257-262;
O apreciere, în „Info-Monitorul”, nr. 3/18 august 2001, p. 7;
O binevenită aducere în actualitate, în „Expres cultural”, Iași, an II, nr. 9(21), septembrie 2018, p. 22; în „Meridian cultural românesc”, Vaslui, an I, nr. 4/octombrie-noiembrie-decembrie 2018, pp. 99-52;
O carte cât acuta reverberație a dangătului unui clopot de catedrală, în „Spații culturale”, Râmnicu Sărat, an VII, nr. 37/ noiembrie-decembrie 2014, pp. 54-55;
O carte de Vasile Popovici - Vatră străbună, în „Observatorul”, Toronto, Canada, 20.11.2014, pe www.observatorul.com;
O carte sui generis, în „Revista română”, Iași, an XXI (2015), nr. 2(80)/mai 2015, pp. 26-27;
O eroare istorică: Doroteia, în „Crai Nou”, Suceava, an XXIV, nr. 6195/12 martie 2013, p. 7;
O înaltă conștiință: Magistrul și marele istoric Gheorghe Buzatu, „Țara noastră”, Iași, an V-VI, nr. 1(18), decembrie 2011 - iulie 2013, p. 1;
O monografie model, în „Surâsul Bucovinei”, Vama – Suceava, nr. 3 (19)/octombrie 2018, pp. 13-16;
O veche așezare de sub poalele Rarăului în atenția cercetătorului, în „Țara noastră”, Iași, an II, nr. 5-6(7-8), iulie - octombrie 2009, p. 4;
Oameni de litere ieșeni în vizorul securității, în „Convorbiri literare”, Iași, an CXL, nr. 7 (127)/ iulie 2006, pp. 150-154;
Observator în Albania printre aromâni, în „Dreptul la educație în limba maternă”, Simpozion 1991, sub îngrijirea dr. Vlad Bejan, editat de Societatea Culturală „Ginta latină” , p. 127-129;
Olimpul ortodoxiei și președinții României, în „Țara noastră”, Iași, an IV, nr. 1-5 (13-17), ianuarie-noiembrie 2011, p. 3;
Omagiu profesorului Gheorghe Buzatu, în „Țara noastră”, Iași, an II, nr. 3(5), aprilie 2009;
Omagiu Profesorului Ioan Scurtu, Casa Editorială Demiurg, Iași, 2010, pp. 231-251;
Omenia, în „Crai nou”, Suceava , an II, nr. 271/11.01.1991, p. 1;
Omul, locul, fapta, în „Revista română”, Iași, an XXI (2015), nr. 1(79)/mai 2015, p. 34;
Patriarhul filologilor români s-a supus legii firii, în „Convorbiri literare”, Iași, an CXLVII, nr. 2 (218)/februarie 2014, pp. 56-60;
Petrea Tabarcea, Mugur Andronic-Todirești, un sat din Bucovina. Istorie, oameni, locuri, Suceava, 2014, 400 pag., în „Suceava. Anuarul Muzeului Bucovinei”, Suceava, Editura Univesității „Ștefan cel Mare” din Suceava, 2014, pp. 369-374;
Poetul Constantin Mănuță, între oglinzi, în „Junimea studențească”, Iași, nr. 12/2018, pp. 2-3;
Poeți din Trieste (Traduceri din Giancarlo Barbieri), în „Ateneu”, Bacău, an 11,nr. 4 (117)/ aprilie 1974, p. 15;
Politicianismul și analistul, în „Surâsul Bucovinei”, Vama – Suceava, nr. 2 (12)/iulie 2016, pp. 23-24;
Povestea unei ediții Eminescu, în „Cronica veche”, Iași, an II (XLVII), nr. 3 (14), martie 2012, p. 9;
Prețuire plăieșilor suceveni, în „Țara noastră”, Iași, an II, nr. 4(6), mai-iunie 2009, p. 6;
Principele Carol I și mișcarea de „desfacere a unirii” de la Iași, din 3/15 aprilie 1866, în „Eroii neamului”, Iași, an VII, nr. 1-2 (23-24), mai 2015, pp. 5-6;
Problema unor vechi teritorii românești la Conferințele de Pace de la Paris, în „Analele Bucovinei”, Rădăuți, an XXIV, nr. 2/2017, p. 473-500;
Profesorul Ilie Dan la 70 de ani, în Lingvistică și cultură. Omagiu profesorului Ilie Dan, Coordonator Vasile Diacon, Editura Tipo Moldova, Iași, 2008, pp. 7-27;
Profesorul Ștefan Cuciureanu – 100 de ani de la naștere, în „Convorbiri literare”, Iași, an CXLV, nr. 8 (188)/august 2011, pp.122-125.
Profesorul Ștefan Cuciureanu - omul și opera, (I), în „Analele Bucovinei”, Rădăuți, an XVIII, 2/2011, pp. 649-688; Profesorul Ștefan Cuciureanu-omul și opera (II), în „Analele Bucovinei”, Rădăuți, an XIX, 1/2012, pp. 269-294;
Profesorul Ștefan Cuciureanu și romanistica ieșeană, în „Scriptor”, Iași, an I, nr. 1-2/ianuarie-februarie 2015, pp. 105-108;
Profesorul Ștefan Cuciureanu, un destin exemplar, în Marian Olariu, Colegiul Național „Eudoxiu Hurmuzachi” (1872-2012), Editura Cygnus, Suceava, 2013, pp. 199-203;
Profesorul universitar dr. Ion Sandu, un om al „lucrurilor bine făcute”, în „Țara noastră”, Iași, an III, nr. 1 (10), ianuarie-martie 2010, p. 3;
Românii și puterea politică, în „Țara noastră”, Iași, an III, nr. 1 (10), ianuarie-martie 2010, p. 4;
Romulus Vulcănescu, Mitologie română, București, 1985, 711 p., în „Mitropolia Moldovei și Sucevei”, Iași, an LXII, nr. 5/septembrie-octombrie 1986, pp. 129-131;
Snobii și Ștefan cel Mare, în „Booklook”, Iași, Serie nouă, nr. 28 (48)/2018, Serie nouă, pp. 33-36;
Societățile culturale românești din Bucovina în prejma Primului Război Mondial, în „Orizonturi istoriografice”, Constanța, an I, nr. 1, 2010, pp. 110-125;
Stulpicanii, la 530 de ani de atestare documentară, în „Însemnări bucovinene”, Câmpulung Moldovenesc, an III, nr. 7, februarie 2018, pp. 11-12;
Superlativul George Popa, în „Convorbiri literare”, Iași, anul CXLVI, nr. 10 (202)/octombrie 2012, pp. 51-53;
„Surâsul Bucovinei”, în „Crai nou”, Suceava, an XXIII, nr. 6001/miercuri, 18 iulie 2012, p. 5;
Șarje amicale [Epigrame], în „Turburele”, Turburea-Gorj, an III, nr 9/septembrie 2012, p. 7;
Un cenotaf pentru Mitropolitul Nectarie Cotlarciuc în „Țara noastră”, Iași, an III, nr. 2-3 (11-12), aprilie-septembrie 2010, pp. 4-5;
Un hidalgo întârziat, în „Cronica veche”, Iași, an II (XLVII), nr. 1 (12), ianuarie 2012, p. 14;
Un interviu… nefinalizat, în Drum lin către stele. In memoriam Acad. C. Gh. Marinescu, Galați, Editura „Pompidou”, 2020, pp. 88-92;
Un năsăudean-moldovean sadea!, în „Țara noastră”, Iași, an III, nr. 1 (10), ianuarie-martie 2010, p. 1;
Un univers, o epocă, o carte…, în „Țara noastră”, Iași, an II, nr. 1(3), ianuarie 2009; și în „Analele Bucovinei”, Rădăuți-București, an XVI, nr. 1/2009, pp. 314-315, sub titlul Livia Ștefan, Doroteia, satul meu drag, București, Editura Agricola, 2008, 159 p + 16 planșe cu ilustrații;
Unirea Basarabiei cu Țara Mamă, în „Țara noastră”, Iași, an II, nr. 2(4), martie 2009, și în „Tricolorul”, București, an VI, nr. 1523/28 martie 2009;
Universitatea ieșeană la 160 de ani de la inaugurare (26 octombrie 1860-26 octombrie 2020), în „Nord-est cultural”, Iași, nr. 5/ decembrie 2020, pp. 8-12;
Vasile Diacon – Pavel Florea, [dialog], în „Scriptor”, Iași, nr. 7-8 (43-44), iulie-august 2018, pp. 57-60;
Vasile I. Schipor, acasă, la bucovinenii ieșeni, în „Crai Nou”, Suceava, an XXIX, nr. 7631/30 decembrie 2017, pp. 4-5; sub pseudonimul Elis. D. Nocai;
Vechi așezări pe Valea Suhei Bucovinene. Sate și biserici, în „Mitropolia Moldovei și Sucevei”, Iași, an LXI, nr. 10-12/octombrie-decembrie 1985, p. 730-751;
Vechimea locuirii în Gura Humorului. O necesară punere în temă, în „Analele Bucovinei”, Rădăuți, an XIX, 1/2012, pp. 249-267, și în nr. 2/2012, pp. 597-616; 

### Articole politice
11 milioane de asistați social, în „Țara noastră”, Iași, an I, nr. 2, noiembrie 2008, p. 7; 
Aoleu ce ploaie vine de la Cluj!, în „Țara noastră”, Iași, an II, nr. 1 (3)/ianuarie 2009, p. 8; 
Asumarea minciunii, în „Țara noastră”, Iași, an II, nr. 3(5), aprilie 2009, p. 2; 
Azi primim, în „Azi”, București, an II, nr. 471/20 decembrie 1991; 
Bărbăția pierdută a lui Băsescu, în „Tricolorul”, București, an IV, nr. 937/23 aprilie 2007, p. 2; 
Care este soarta aviației utilitare?, în „Opinia”, Iași, an II, nr. 397/3 august 1991, p. 2; 
Către redacția cotidianului „Sfatul Țării”, în „Sfatul Țării”, Chișinău, nr. 62 (842)/30 aprilie 1991, p. 1; 
Către redacția cotidianului „Sfatul Țării”, în „Sfatul Țării, la Chișinău, nr. 62 (842) din 30.04.1991; 
Când și cine va îndrepta eroarea istorică?, în „Opinia”, Iași, an II, 311/3 aprilie 1991, pp. 1, 3; 
Cât suferim de pe urma accidentului de la Cernobîl?, în „Opinia” Iași, an II, nr. 364/19 iunie 1991, pp. 1-2; 
Ce ție nu-ți place, altuia nu-i face, în „Sfatul Țării”, nr. 153 (953)/29.08.1991, p. 3; 
Centrul Transilvaniei amenințat cu dezmembrarea teritorială, , în „Țara noastră”, Iași, an I, nr. 2, noiembrie 2008, p. 7; 
Clipe fierbinți trăite pe viu în zilele Revoluției de la Iași, în „Țara noastră”, Iași, an II, nr. 7 (9), noiembrie - decembrie 2009, pp. 1, 3, 8; 
Considerații privind actualitatea ideilor politice ale lui Eminescu. Posibile paralelisme, în Actualitatea ideilor politice eminesciene în România de azi, Iași, 2008, pp. 49-58; 
Cronică parlamentară, în „24 ore”, Iași, an I, nr. 202/28 noiembrie 1990, nr. 203/29 noiembrie 1990, nr. 208/6 decembrie 1990 (semnat cu pseudonimul Observator); 
Cu sau fără uninominal, noi rămânem tot pe val!, în „Țara noastră”, Iași, an I, nr. 2, noiembrie 2008, p. 1; 
Despre noi în Parlamentul României, în „Sfatul Țării”, Chișinău, nr. 74 (794)/21 mai 1991, p. 2; nr. 76 (796), 23.05.1991, p. 3; 
Discursuri parlamentare, în „Opinia”, Iași, an II, 362/15 iunie 1991, p. 2; 
Domnule Președinte, Doamnelor și domnilor deputați, în „Sfatul Țării”, Chișinău, nr. 99 (899)/21 iunie 1991, p. 2, [Discursuri parlamentare]; 
Europa creștină și problemele ei, în „Țara noastră”, Iași, an III, nr. 1 (10), ianuarie – martie 2010, p. 5; 
Evenimente editoriale, în „România Mare”, București, An XIII (2002), nr. 643/8 noiembrie 2002, p. 5; 
Evenimente editoriale, în „România Mare”, București, an XVII (2006), nr. 832/23 iunie 2006, p. 18; 
Holocaustul actual, în „Țara noastră”, Iași, an IV, nr. 1-5 (13-17), ianuarie – noiembrie 2011, p. 2, Recenzie: ; 
„Insulta și calomnia sunt forme de manifestare a violenței”, în „Opinia”, Iași, an II, nr. 387/20 iulie 1991, p. 1; 
Intervenții în Parlament, în „Opinia”, Iași, an III, nr. 606/2 iunie 1992, pp. 1, 6; 
Istoria pe care o trăim, în „Opinia”, Iași, an II, 377/6 iulie 1991, p. 1; 
În loc să duduie, economia trăncăne!, în „Țara noastră”, Iași, an I, nr. 2, noiembrie 2008, p. 2; 
În plină criză socială, Parlamentul salvează democrația, în „Cotidianul”, București, an I, nr 115/17 octombrie 1991, pp. 4-5; 
În problema Bucovinei și a celorlalte teritorii românești stăpânite de Ucraina. Este vremea ca guvernul român să acționeze, în „Opinia”, Iași, an II, nr. 479/27 noiembrie 1991, pp.1, 3; 
Închideți robinetele risipei, în „Țara noastră”, Iași, an I, nr. 2, noiembrie 2008, p. 2; 
La București, de ziua Unirii. Discursul deputatului Vasile Diacon în cadrul Ședinței comune a celor două camere ale Parlamentului României (Constituantă) în ziua de 27 martie 1991, în „Sfatul Țării”, Chișinău, nr. 53 (833)/12 aprilie 1991, p. 3; 
Legea trebuie respectată și în domeniul editorial, în „Opinia”, Iași, an III, 617/17 iunie 1991, pp. 1, 3; 
Locomotiva PRM prinde viteză, în „Țara noastră”, Iași, an I, nr. 2, noiembrie 2008, p. 1; 
Marele pictor Sabin Balașa a fost înmormântat, sâmbătă, cu onoruri militare, în „Tricolorul”, București, an V, nr. 1230/7 aprilie 2008, pp. 1-2; 
Martori și făuritori ai unui moment de răscruce, în Parlamentul României, Din trunchiul unic. Ședința Parlamentului României consacrată proclamării independenței Republicii Moldova, București, 3 septembrie 1991, pp. 83-85; 
Mergeți pe mâna noastră, în „Țara noastră”, Iași, an I, nr. 1, august 2008, p. 1; 
Moțiune particulară, în „Phoenix”, Oradea, an III, nr. 19 (112)/ mai 1992, p. 4; 
Nivel de trai crescut, cu bani de împrumut, în „Țara noastră”, Iași, an I, nr. 2, noiembrie 2008, p. 7; 
Noua Europă și doctrina națională a P.R.M., în „24 ore”, Iași, an XIV, nr. 5557/22 octombrie 2008, p. 9; 
O necesitate: PRM la guvernare, în „Țara noastră”, Iași, an I, nr. 1/august 2008, p. 1; 
O posibilă interpelare, în „Opinia”, Iași, an III, nr. 642/22 iunie 1992, pp. 1, 6; 
Observator în Albania printre aromâni, în „Dreptul la educație în limba maternă”, Simpozion 1991, sub îngrijirea dr. Vlad Bejan, editat de Societatea Culturală „Ginta latină” , p.127-129; 
Omenia, în „Crai nou”, Suceava, an II, nr. 271/11 ianuarie 1991, p. 3; 
P.R.M. și naționalismul european, în „Tricolorul”, București, an IV, nr. 861/22 ianuarie 2007, p. 3; 
Parlamentarii ieșeni întreabă, în „Opinia” Iași, an II, nr. 405/15 august 1991, p. 2; 
Parlamentul de la o săptămână la alta, în „24 ore”, Iași, an I, nr. 196/20 noiembrie 1990, (semnat cu pseudonimul Observator); 
Parlamentul, bătaia de joc a Guvernului, în „Țara noastră”, Iași, an II, nr. 5-6(7-8), iulie - octombrie 2009, p. 2; 
Partidele politice despre 23 august 1994, „Cronica”, Iași, an XXVI, nr. 24/16-31 august 1991, p. 3; 
Poziție clară în problema Basarabiei!, în „Opinia” Iași, an II, nr. 355/6 iunie 1991, pp. 1,2; 
Prezență românească la Congresul Partidului Radical Transnațional, în „Opinia”, Iași, an III, nr. 592/13.05.1992, p. 2; 
PRM peste tot, în „Tricolorul”, București, an III, nr. 786/20 octombrie 2006, p. 3; nr. 794/30 octombrie 2006, p. 3; nr. 807/14 noiembrie 2006, p. 3; an IV, nr. 885/19 februarie 2007, p. 3; 
P.R.M. peste tot, în „Tricolorul”, București, an III, nr. 794/30 octombrie 2006, p. 3; 
PRM și naționalismul european, în „Tricolorul”, București, an IV, nr. 861/22 ianuarie 2007, p. 3; 
Răspuns insolent de la Kiev, în „Opinia” Iași, an II, nr. 399/7 august 1991, p. 1; 
Românii și puterea politică, în „Țara noastră”, Iași, an III, nr. 1 (10), ianuarie – martie 2010, p. 4; 
Salarii sfidătoare din bugete falimentare, în „Țara noastră”, Iași, an I, nr. 2, noiembrie 2008, p. 7; 
Sănătatea, boală grea!, în „Țara noastră”, Iași, an I, nr. 2, noiembrie 2008, p. 7; 
Scrisoare de la un întreprinzător co-rupt în fund, în „Țara noastră”, Iași, an II, nr. 7 (9)/noiembrie-decembrie 2009, p. 2 (sub pseudonimul Ion aʼ lui Deposedatu, zis Marcelus, Hrițacusul fabricilor de bere); 
[Telegramă] în „Tricolorul”, București, an III, nr. 794/30 octombrie 2006, p. 3; 
Tratatul se cere ratificat, în „Cronica”, Iași, an XXVI, nr. 21/1-15 iulie 1991, pp. 3-4; 
Trei decenii de constituție socialistă, în „Cronica”, Iași, an XIII, nr. 15 (637)/14 aprilie 1978, p. 2; 
Un hectar de pământ, cât un car de lemne, în „Țara noastră”, Iași, an I, nr. 2, noiembrie 2008, p. 2; 
Uninominalul – o mare cacealma, în „Țara noastră”, Iași, an I, nr. 1/august 2008, p. 1; 
Unirea Basarabiei cu Țara Mamă, în „Țara noastră”, Iași, an II, nr. 2(4), martie 2009, și în „Tricolorul”, București, an VI, nr. 1523/28 martie 2009; 
Viața parlamentară, în „Verba volant”, Iași, an I, nr. 1/octombrie 1990, p. 6; 
Victime și călăi pe eșafodul extremismului, în „Timpul”, Iași, an II, nr. 21-22 (65-66)/1-7 octombrie 1991, p. 4 și nr. 21-22 b (65-66)/1-14 octombrie 1991, p. 4 (interviu realizat de Casian Maria Spiridon); 
Voci din Parlamentul României: Ce ție nu-ți place, altuia nu face, în „Sfatul Țării”, Chișinău, nr. 153 (953)/29 august 1991, p. 3; 
Vremuri grele pentru „căpșunari”! , în „Țara noastră”, Iași, an I, nr. 2, noiembrie 2008, p. 7; 
B Бyxapecтe, в дeнъ Oбъeдинeния выcтyплeниe дeпyтaтa Bacилe Диakoнa нa Coвмecтнoм (Yчpeдитeлънoм) зaceдaнии oбeих пaлaт Пapлaмeнтa Pyмынии cocтoявшeмcя 27 мapтa 1991 гoдa, în „Cфaтyл Цзpий”, Kишинeв, nr. 21/24 aпpeля 1991 г.; 
Гoлoca из Пapлaмeнтa Pyмынии: Тo, чтo тeбe нe нpaвитcя, нe дeлaй дpyгим, în „Cфaтyл Цзpий”, Kишинeв, nr. 54/7 ceнтябpя 1991 г.; 
O нac Пapлaмeнтe Pyмынии, în „Cфaтyл Цзpий”, Kишинeв, nr. 27/5 июня 1991 г.; 

## Interviuri, dialoguri
2000 de români pribegi în... România, în „Opinia”, Iași, an II, nr. 325/24 aprilie 1991, p. 1 (interviu realizat de Ioan Șchiopu); 
Au avut în față un senator, un prefect și un subprefect și au crezut că e bine să facă ceea ce li s-a cerut: aderarea la FSN – 22 decembrie, în „Monitorul de Iași”, Iași, an II, nr. 83 (252)/24 aprilie 1992, p. 2, (interviu realizat de Valentin Gheorghiță); 
„Parlamentul României este cel mai sigur garant al democrației noastre”, în „Phoenix”, Oradea, an II, nr. 39 (81)/ octombrie 1991, pp. 1, 3; 
Domnilor parlamentari, veți mai candida?, în „Parlamentul”, București, an I, nr. 10/21 iulie 1992, p. 2; 
După alegerile parlamentare din Republica Moldova. Orgoliile... fraților noștri, în „Opinia”, Iași, an IV, nr. 1082/5-6 martie 1994, p. 1 (interviu realizat de Ioan Șchiopu); 
În partidul nostru sunt înscriși oameni politici din toată lumea, în „Monitorul”, Iași, an III, nr. 104 (561)/7.05.1993 (interviu realizat de Dorin Popa); 
Misiune exploratorie la Zagreb, în „Opinia”, Iași, an II, nr. 469/13 noiembrie 1991, p. 1 (interviu realizat de Gh. Mihalache); 
O revenire absolut necesară: „Lacrimile n-au putut fi prinde în raport”, în „Curierul național”, București, an II, nr. 222/19 octombrie 1991, pp. 1-2, (interviu realizat de Ioan Roșca); 
Observator în Albania, printre aromâni (I), în „Opinia”, Iași, an III, nr. 567/7 aprilie 1992, pp. 1, 6 (interviu realizat de Gh. Mihalache); 
Observator în Albania, printre aromâni (II), în „Opinia”, Iași, an III, nr. 568/8 aprilie 1992, pp. 1, 6 (interviu realizat de Gh. Mihalache); 
„Orice campanie în favoarea reintroducerii pedepsei cu moartea este aberantă”, în „Monitorul”, Iași, an III, nr. 304 (758), 30 decembrie 1993, (interviu realizat de către Adrian Ochean); 
Puncte de vedere ale parlamentarilor noștri despre Raportul Harghita – Covasna, în „Phoenix”, Oradea, an II, nr. 43 (85)/ octombrie 1991, pp. 1, 7; 
Reprezentanți ai Opoziției ieșene despre amânarea sesiunii extraordinare parlamentare; în „Monitorul”, Iași, an III, nr. 152 (608)/2 iulie 1993, p.4; (realizat de Dorin Popa) 
Soluții avem. Dar gâște?, în „Adevărul”, București, Serie nouă, an III, nr. 589/14.02.1992, p 5 (interviu realizat de Victor Nițelea); 
Un document cutremurător despre românii uciși, batjocoriți și alungați din propria lor țară, în „Curierul național”, București, an II, nr. 219/16 octombrie 1991, pp. 1-2, (interviu realizat de Ioan Roșca); 
Viitoarea Europă federală va fi o Europă a națiunilor întregite, în „Sfatul Țării”, Chișinău, nr. 134 (1174)/31 iulie 1992, p. 4 (interviu realizat de Liviu Druguș);